# كيار با ناين
كيار با ناين (23 نوفمبر 1923 – 8 يوليو 1979) هو ملاكم ميانماري راحل، مثّل بلاده في الألعاب الأولمبية الصيفية 1952.